# Edmund Mochnacki

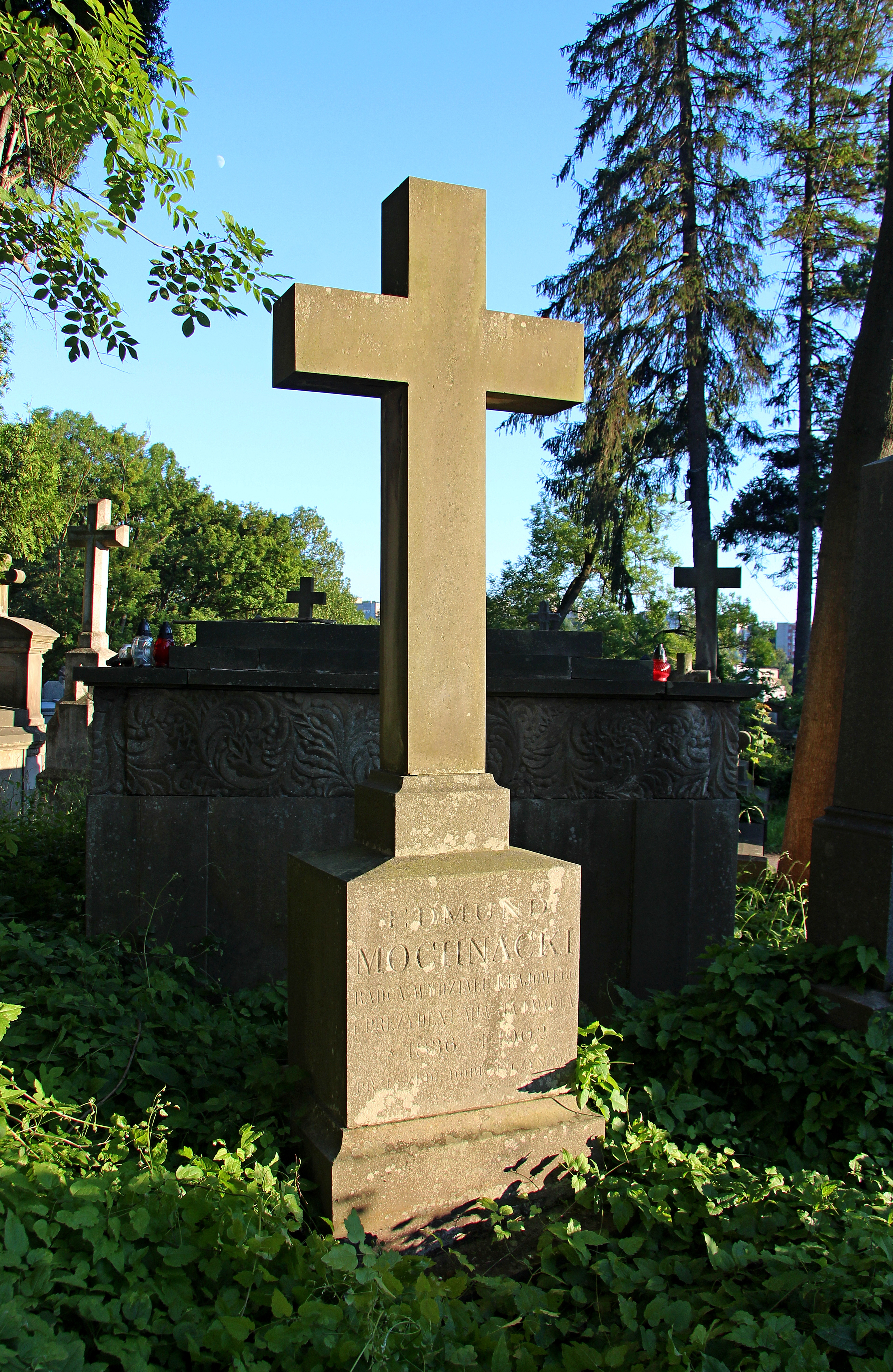
Grób Edmunda Mochnackiego

Edmund Mochnacki (ur. 23 lipca 1836 we Lwowie, zm. 11 maja 1902 tamże) – prezydent Lwowa (1887–1896), poseł do Rady Państwa w Wiedniu, prawnik, członek honorowy Towarzystwa Muzeum Narodowego Polskiego w Rapperswilu od 1895 roku.

## Życiorys
Ukończył gimnazjum w Samborze, a następnie prawo na Uniwersytecie Lwowskim (1858). Pracował w zawodzie sędziego we Lwowie i Jaworowie. W 1861 mianowany aktuariuszem w Urzędzie Powiatowym w Tłumaczu, gdzie pozostawał do 1865. W tym roku mianowany adiunktem sądowym i przeniesiony do Przemyślan, a później do Janowa. W 1867 mianowany komisarzem politycznym przy starostwie w Przemyślanach, a następnie w komisji w wykupu i regulacji gruntów we Lwowie. W 1870 powołany do krajowej Rady Szkolnej, a później do prezydium Namiestnictwa. W 1874 mianowany radcą Wydziału Krajowego we Lwowie, którego był delegatem w sporze z Węgrami o Morskie Oko. Dzięki jego pracy spór zaczął przybierać korzystny dla Galicji obrót. W 1880 wszedł do Rady Miejskiej, a pięć lat później wybrany wiceprezydentem miasta. Jako reprezentant lwowskiej Izby Handlowej zdobył mandat do Rady Państwa w 1885. Po śmierci Wacława Dąbrowskiego w 1887, wybrany prezydentem Lwowa, pełnił urząd przez 10 lat. Po Wystawie Krajowej odznaczony komandorią Orderu Franciszka Józefa w 1894. Został pochowany na Cmentarzu Łyczakowskim we Lwowie.

## Publikacje
- Dr. Kaiserfeld i ustawodawstwo gminne, Lwów, 1876